# 历史人
《历史人》是日本一册专门介绍历史人物与军事内容的月刊插图杂志。

## 简介
《历史人》是《一个人》杂志的姐妹出版物，最早作为《一个人》的特集发行，2010年9月独立为专门杂志，由KKベストセラーズ创刊发行。《历史人》的内容基本以日本古今历史为主，偶尔会有其他国家的历史介绍。《历史人》杂志常邀请长野刚、诹访原宽幸、正子公也等插画师绘制封面。

## 期刊

### 2010年
- 2010年10月号《戦国2大人気武将を徹底解剖　真田幸村　伊達政宗》
- 2010年11月号《大奥の真実》
- 2010年12月号《天皇の謎と秘史》

### 2011年
- 2011年1月号《お江の真実》
- 2011年2月号《決定！戦国武将最強ランキング》
- 2011年3月号《三国志劉備と諸葛亮孔明の真実》
- 2011年4月号《決定！戦国武将最強ランキング》
- 2011年5月号《激論！古代史の謎》
- 2011年6月号《零戦の真実》
- 2011年7月号《信長の真実》
- 2011年8月号《忍者の謎と秘史》
- 2011年9月号《太平洋戦争の真実》
- 2011年10月号《幕末維新の真実》
- 2011年11月号《江戸の暮らし大全》
- 2011年12月号《戦国武将の死》

### 2012年
- 2012年1月号《日清・日露戦争の真実》
- 2012年2月号《戦国十大合戦の謎》
- 2012年3月号《剣豪列伝》
- 2012年4月号《満州帝国の真実》
- 2012年5月号《真田三代の知略》
- 2012年6月号《源平合戦と源義経》

## 别册
- 歴史人別冊《天皇の謎と秘史》
- 歴史人別冊《お江の真実》
- 歴史人別冊《三国志の真実》
- 歴史人別冊《決定！戦国武将最強ランキング》

## 关连项目
- 杂志
- 一个人